# Lutra
Lutra is een geslacht van otters uit de familie van de marterachtigen. Het geslacht omvat drie soorten:
- Lutra lutra – Otter, visotter of Europese otter
- Lutra sumatrana – Sumatraanse otter of haarneusotter
- Lutra nippon †[2] – Japanse otter

Mede door het grote verspreidingsgebied van L. lutra worden van deze soort een groot aantal ondersoorten onderscheiden  Door ITIS wordt ook L. nippon gezien als ondersoort van L. lutra: L. lutra whiteleyi  (Gray, 1867) . Genetisch onderzoek door de Kochi Universiteit in Japan aan gemummificeerde exemplaren heeft echter aangetoond dat de Japense otter wel degelijk als aparte soort moet worden gezien.